# Candice LeRae
Candice Gargano (* 29. September 1985 in Riverside, Kalifornien) ist eine amerikanische Wrestlerin. Sie steht zurzeit bei der WWE unter Vertrag und trat regelmäßig in deren Show Raw auf. Ihr bislang größter Erfolg ist der Erhalt der NXT Women’s Tag Team Championship.

## Wrestling-Karriere

### Erste Anfänge (2002–2008)
LeRae verbrachte die ersten zwei Jahre ihrer Karriere, als Wrestlerin für die Empire Wrestling Federation und den International Wrestling Council. Im Jahr 2005 war LeRae eine Hauptkämpferin bei EWF und traf auf Wrestler wie Hurricane Havana, Kid Omega und Amazing Kong. Sie kämpfte 2006 weiter für die Promotion und rang gleichzeitig für All-Pro Wrestling und Ground Zero Wrestling. 2007 verzweigte sich LeRae in den Mittleren Westen der USA, wo sie für Insanity Pro Wrestling und Ring of Honor (ROH) antrat. LeRae hatte im August 2007 zwei Kämpfe für ROH und verlor beide.
LeRae begann im Dezember 2007 mit dem Wrestling, für die Alternative Wrestling Show. Im Mai 2009 nahm sie an einem Turnier, für die AWS Women’s Championship teil. Sie besiegte Kitana Vera und Christina Von Eerie auf dem Weg zum Finale, im Finale gewann sie dann auch den Titel. Im September verlor sie dann den Titel. Sie trat auch für die National Wrestling Alliance auf und forderte Amazing Kong 2008, erfolglos für die NWA Women’s Championship heraus.

### Pro Wrestling Guerrilla (2006–2016)
LeRae debütierte 2006 bei Pro Wrestling Guerrilla, als sie ein Team zusammenstellte, um sich einem anderen Team zu stellen. LeRae verbrachte den Rest des Jahres im Intergender-Wettbewerb und trat gegen Wrestler wie Adam Cole, Johnny Gargano, Tommaso Ciampa, Roderick Strong, John Morrison, TJ Perkins und Chuck Taylor an. Im Jahr 2009 trat LeRae in eine Fehde mit Christina Von Eerie ein, diese Fehde endete dann im Juni 2010, wobei sie siegreich war. Sie rang 2012 und 2013 nur sporadisch in der PWG, hauptsächlich in Tag Team Matches.
LeRae begann im Oktober 2013 mit Joey Ryan zusammenzuarbeiten und traten gegen die The Young Bucks an, jedoch verloren sie das Match. Am 28. März 2014 forderte LeRae bei Mystery Vortex 2 Adam Cole erfolglos für die PWG Championship heraus. Am 27. Juli besiegten LeRae und Ryan The Young Bucks in einem Guerilla Warfare Match, um die PWG World Tag Team Championship zu gewinnen. Die Titel verloren sie am 22. Mai 2015 gegen Monster Mafia Ethan Page und Josh Alexander verloren. Ihr letztes PWG-Match fand im Mystery Vortex IV statt, wobei sie gegen Trent verlor.

### DDT Pro-Wrestling (2016–2017)
LeRae debütierte am 3. Januar 2016, für die japanische Promotion DDT Pro-Wrestling und besiegte gemeinsam mit Joey Ryan die Golden Storm Riders Daisuke Sasaki und Suguru Miyatake. LeRae tourte im März 2016 erneut mit DDT und forderte Sasaki und Shuji Ishikawa, erfolglos für die KO-D Tag Team Championship heraus. Am 4. Januar 2017 verließ sie die Promotion, nach einer andauerten Niederlagen Serie.

### World Wrestling Entertainment (2017–2022)

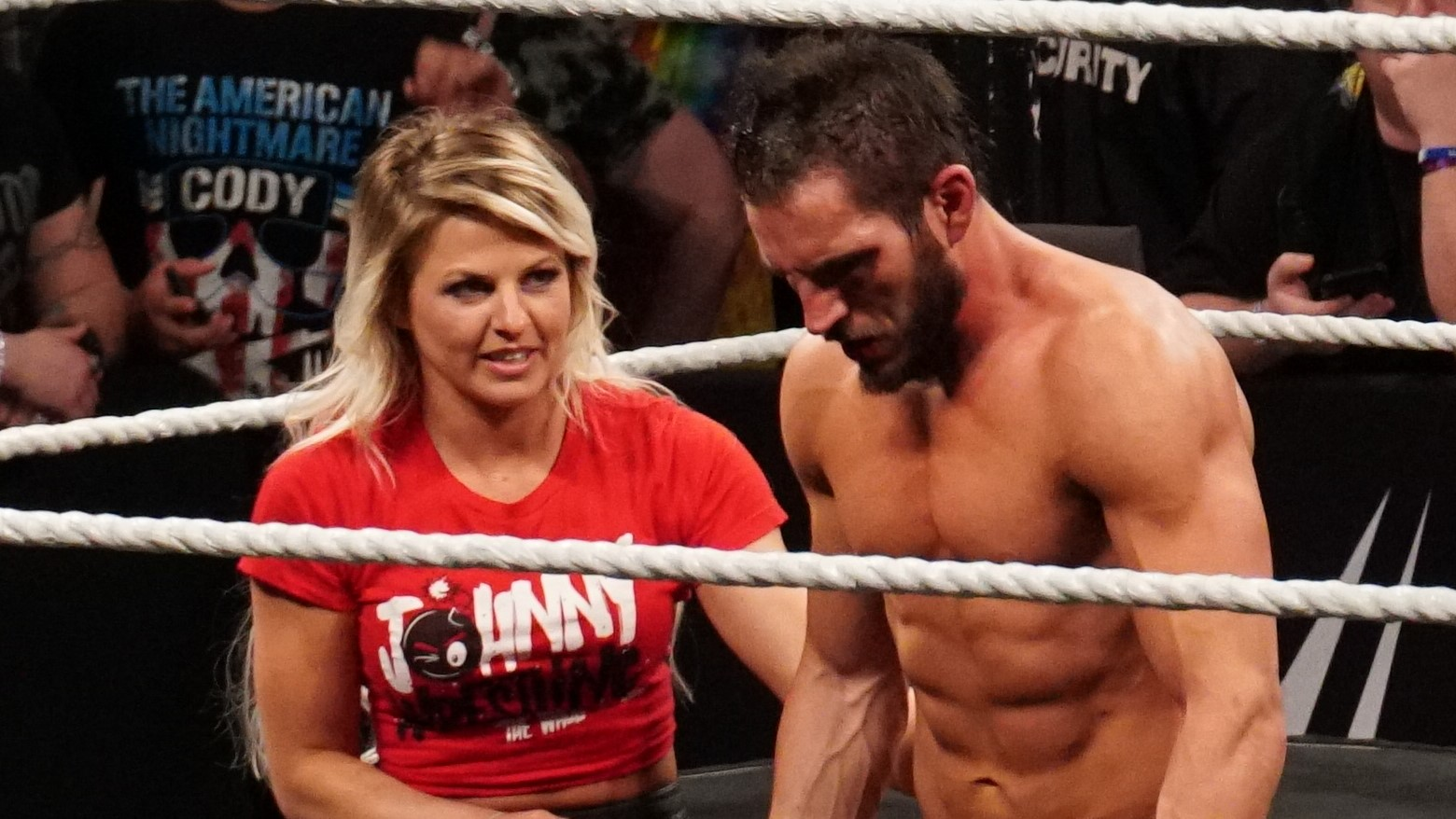
Candice LeRae mit ihrem Ehemann Johnny Gargano

Am 3. Mai 2017, der Folge von NXT, gab LeRae ihr In Ring Debüt für die WWE, das Match konnte sie jedoch nicht gewinnen. Im Juli wurde sie als eine der Teilnehmerinnen, für das Mae Young Classic-Turnier bekannt gegeben. LeRae besiegte Renee Michelle in der ersten Runde und Nicole Savoy in der zweiten Runde, wurde aber im Viertelfinale von Shayna Baszler eliminiert. Am 16. Januar 2018 gab WWE bekannt, dass LeRae einen Vertrag unterzeichnet hatte. Kurz darauf wurde LeRae in die Fehde ihres Mannes Johnny Gargano, mit dem damaligen NXT-Champion Andrade Almas und seiner Managerin Zelina Vega eingefügt. Dies führte zu einem Match zwischen den beiden bei der NXT-Folge vom 18. April, in der LeRae ihren ersten Sieg erzielte. Nach einigen Monaten der Untersuchung stellte sich heraus, dass Gargano der mysteriöse Angreifer von Aleister Black war, einer Handlung, in der Nikki Cross die Zeugin war. Dies löste ein Match zwischen LeRae und Cross aus, wo LeRae verlor.
Am 27. Januar 2019 nahm sie an ihrem ersten Royal Rumble Match der Frauen teil. Sie hatte die Startnummer 17 und wurde von Ruby Riott eliminiert. Wenige Monate später, am 7. April, gab LeRae ihr WrestleMania Debüt, als sie während der WrestleMania 35 Pre Show an der WrestleMania Women’s Battle Royal teilnahm. In der NXT-Folge vom 11. April kehrte LeRae zu NXT zurück und besiegte Aliyah. Im September gewann LeRae ein #1 Contenders Match für die NXT Women’s Championship, den Titel konnte sie jedoch der damaligen Championesse Shayna Baszler nicht abnehmen. Am 23. November nahm sie bei NXT TakeOver: WarGames, als Teil von Rhea Ripleys Team am ersten WarGames Match der Frauen teil, bei dem LeRae und Ripley den Sieg gegen Baszlers Team sicherten. Am nächsten Abend bei der Survivor Series trat LeRae, als Teil des Teams NXT im ersten 5-gegen-5-gegen-5 Eliminationsmatch der Survivor Series für Frauen an, bei dem sie neben Rhea Ripley und Io Shirai eine der Überlebenden war.
Am 26. Januar 2020 nahm LeRae erneut am Royal Rumble-Match der Frauen teil. Sie hatte die Startnummer 9 und wurde von Bianca Belair eliminiert. [96] In der NXT-Folge vom 8. April half LeRae ihrem Ehemann Tommaso Ciampa zu besiegen. In der NXT-Folge vom 29. April debütierte LeRae mit einem neuen Look, Titantron und Theme, hier besiegte sie Kacy Catanzaro besiegte. In der NXT-Folge vom 6. Mai begleitete LeRae Gargano zum Ring, als er Dominik Dijakovic besiegte. Gargano und LeRae traten häufiger, als Machtpaar zusammen auf, als sie mit Mia Yim und Keith Lee fehdeten.
Bei NXT TakeOver: WarGames IV am 6. Dezember 2020, bestritt sie zusammen mit Toni Storm, Dakota Kai und Raquel González ein War Games-Match, dieses konnten sie gewinnen. Bei diesem Match verletzte sie sich am Arm. Am 9. Dezember 2020 verkündete ihr Mann ein Stable namens The Way, auch Indi Hartwell und Austin Theory wurden als Mitglieder ernannt. Am 13. Januar 2021 kehrte sie in den Ring zurück und besiegte Shotzi Blackheart.
Am 4. Mai 2021 konnte sie zusammen mit Hartwell die NXT Women’s Tag Team Championship gewinnen. Hierfür besiegten sie Shotzi Blackheart und Ember Moon. Die Regentschaft hielt 63 Tage und verloren die Titel, schlussendlich am 6. Juli 2021 an Io Shirai und Zoey Stark. Am 6. Mai 2022 wurde bekannt gegeben, dass sie nicht mehr bei der WWE unter Vertrag steht.

### Rückkehr zu World Wrestling Entertainment (seit 2022)
Am 3. Oktober 2022 kehrte sie bei der Raw-Ausgabe zur WWE zurück, dort verlor sie ein Match gegen Dakota Kai.

## Titel und Auszeichnungen
- World Wrestling Entertainment
  - NXT Women’s Tag Team Championship (1×) mit Indi Hartwell
  - WWE Women’s Speed Championship (1×)

- Alternative Wrestling Show
  - AWS Women’s World Championship (2×)
  - 3rd Annual Women’s Tournament (2013)

- DDT Pro-Wrestling
  - Ironman Heavymetalweight Championship (1×)

- Dreamwave Wrestling
  - Dreamwave Tag Team Championship (1×) mit Joey Ryan

- Family Wrestling Entertainment
  - FWE Women’s Championship (1×)

- Fighting Spirit Pro Wrestling
  - FSP Tag Team Championship (1×) mit Joey Ryan

- Pro Wrestling Guerrilla
  - PWG World Tag Team Championship (1×) mit Joey Ryan

- Smash Wrestling
  - Gold Tournament (2015)

- Pro Wrestling Illustrated
  - Nummer 18 der Top 50 Wrestlerinnen in der PWI der Frauen in 2016